# Flaming Creatures
Flaming Creatures è un mediometraggio sperimentale del 1963 diretto da Jack Smith.
Il film è considerato una delle opere più significative del New American Cinema. Nel marzo del 1964 la polizia ha fatto irruzione in una sala cinematografica di New York sequestrando una copia e proibendone la proiezione nello Stato con l'accusa di oscenità. Jonas Mekas, Susan Sontag, Shirley Clarke, Allen Ginsberg e altri intellettuali si sono spesi a difesa della libera circolazione del film, dando vita a una celebre battaglia legale.

## Riconoscimenti
- 1963 – Film Culture
  - Independent Film Award a Flaming Creatures